# Victorica
Victorica är en kommunhuvudort i Argentina.   Den ligger i provinsen La Pampa, i den centrala delen av landet, 700 km väster om huvudstaden Buenos Aires. Victorica ligger 314 meter över havet och antalet invånare är 6 565.
Terrängen runt Victorica är mycket platt. Trakten runt Victorica är nära nog obefolkad, med mindre än två invånare per kvadratkilometer.. Victorica är det största samhället i trakten.
Omgivningarna runt Victorica är i huvudsak ett öppet busklandskap.